# Прапор Фарбованого

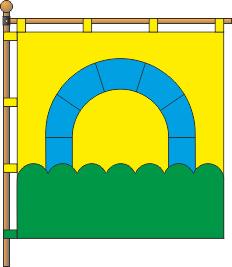
Прапор Фарбованого

Прапор Фарбованого — символ села Фарбоване Яготинського району Київської області (Україна). Прапор затверджений сесією сільської ради (автор - О. Желіба).

## Опис
Корогва села – квадратне полотнище (співвідношення 1:1), у жовтому полі (2/3 висоти корогви) розбита на сім секторів синя дуга з дерев’яними торочками, що спирається на зелену основу у вигляді семи пагорбів (1/3 висоти корогви). Корогва має вертикальне та горизонтальне кріплення.
Прапор села – квадратне полотнище (співвідношення 1:1), у жовтому полі (2/3 висоти корогви) розбита на сім секторів синя дуга з дерев’яними торочками, що спирається на зелену основу у вигляді семи пагорбів (1/3 висоти корогви). Прапор має вертикальне кріплення.

## Трактування
- золотий фон – символ пшениці, однієї з культур, що росте на 4 тис. га чорнозему коло села;
- синя дуга – символ семи ставків, що розташовані як у степу, так і в селі, створених на основі колишнього русла річки Фарби, яка дала назву селу;
- сім зелених пагорбів – сім кутків села, які розділені ставками, ярами, греблями, дорогами.